# Сант'Амико (Кјети)
Сант'Амико (итал. Sant'Amico) је насеље у Италији у округу Кјети, региону Абруцо.
Према процени из 2011. у насељу је живело 110 становника. Насеље се налази на надморској висини од 277 м.